# Mauro Júnior
Mauro Jaqueson Júnior Ferreira dos Santos (Palmital, 6 mei 1999) – alias Mauro Júnior – is een Braziliaans voetballer die doorgaans als aanvallende middenvelder, vleugelaanvaller of vleugelverdediger uitkomt. Hij debuteerde op 21 augustus 2017 in het betaald voetbal als speler van Jong PSV.

## Carrière
Mauro Júnior speelde in de jeugd van Desportivo Brasil, een club waarvan het eerste team op dat moment uitkwam in de vierde divisie van de Campeonato Paulista. Hij debuteerde er op 28 januari 2017 in het eerste elftal. Hij werkte vanaf de zomer van 2013 intussen verschillende trainingsstages af bij PSV. Hij speelde in dat kader verschillende oefenwedstrijden en toernooien met Jong PSV.
Mauro Júnior tekende in juni 2017 – een maand na zijn achttiende verjaardag – een contract tot medio 2022 bij de Eindhovense club. Hij sloot er aan bij Jong PSV. Hiervoor debuteerde hij op 21 augustus 2017 in het betaald voetbal. Hij begon die dag in de basis tijdens een wedstrijd in de Eerste divisie, thuis tegen De Graafschap (eindstand 2–2). Mauro Júnior maakte op 8 september 2017 zijn eerste doelpunt voor Jong PSV. Hij zorgde voor de winnende 1–2 tijdens een competitiewedstrijd uit bij FC Eindhoven.
Mauro Júnior maakte op 15 oktober 2017 zijn debuut in de hoofdmacht van PSV, tijdens een met 2–5 gewonnen wedstrijd in de Eredivisie uit bij VVV-Venlo. Hij viel toen in de 46e minuut in voor Steven Bergwijn. Hij maakte in de 72e minuut ook zijn eerste doelpunt op het hoogste niveau, de 2–4. Mauro Júnior kreeg op 21 januari 2018 zijn eerste basisplaats in het eerste elftal van PSV. Hij begon die dag als rechtshalf tijdens een met 1–2 gewonnen competitiewedstrijd uit bij Heracles Almelo. Trainer Phillip Cocu hevelde hem op 29 januari 2018 officieel over naar de selectie van het eerste elftal. Mauro Júnior kwam op 21 augustus 2018 voor het eerst in actie in een wedstrijd in het kader van de UEFA Champions League. Hij viel die dag in de 82e minuut in voor Gastón Pereiro tijdens een met 2–3 gewonnen voorrondeduel uit bij FK BATE Borisov. Met Mark van Bommel als nieuwe PSV-coach speelde Mauro Júnior in het seizoen 2018/19 voornamelijk in Jong PSV. Daarmee werd hij dat seizoen derde in de Eerste divisie. PSV verhuurde Mauro Júnior gedurende het seizoen 2019/20 aan Heracles Almelo. Hier was hij dat jaar basisspeler.
Nadat hij terugkeerde van zijn huurperiode kwam Mauro Júnior in het seizoen 2020/21 onder coach Roger Schmidt regelmatig aan spelen toe bij PSV. Hier werd hij in 2021/22 basisspeler, hoofdzakelijk als linksback. Een knieblessure kostte hem het grootste deel van seizoen 2022/23. Onder coach Peter Bosz schipperde Mauro Júnior in 2023/24 tussen de basiself en de reservebank, waarna hij in 2024/25 opnieuw een basisplek afdwong. Opnieuw als linksback. In beide seizoenen werd hij landskampioen met PSV. Mauro Júnior verlengde in april 2025 zijn contract bij de Eindhovenaren tot medio 2029.

## Clubstatistieken
| Seizoen     | Club        | Competitie     | Competitie | Competitie | Beker | Beker | Internationaal | Internationaal | Totaal | Totaal |
| Seizoen     | Club        | Competitie     | Wed.       | Dlp.       | Wed.  | Dlp.  | Wed.           | Dlp.           | Wed.   | Dlp.   |
| ----------- | ----------- | -------------- | ---------- | ---------- | ----- | ----- | -------------- | -------------- | ------ | ------ |
| 2017/18     | Jong PSV    | Eerste divisie | 13         | 1          | 0     | 0     | —              | —              | 13     | 1      |
| 2018/19     | Jong PSV    | Eerste divisie | 17         | 6          | 0     | 0     | —              | —              | 17     | 6      |
| Club totaal | Club totaal | Club totaal    | 30         | 7          | 0     | 0     | 0              | 0              | 30     | 7      |

| Seizoen     | Club              | Competitie  | Competitie | Competitie | Beker | Beker | Internationaal | Internationaal | Totaal | Totaal |
| Seizoen     | Club              | Competitie  | Wed.       | Dlp.       | Wed.  | Dlp.  | Wed.           | Dlp.           | Wed.   | Dlp.   |
| ----------- | ----------------- | ----------- | ---------- | ---------- | ----- | ----- | -------------- | -------------- | ------ | ------ |
| 2017/18     | PSV               | Eredivisie  | 15         | 1          | 2     | 0     | 0              | 0              | 17     | 1      |
| 2018/19     | PSV               | Eredivisie  | 4          | 0          | 2     | 1     | 1              | 0              | 7      | 1      |
| 2019/20     | → Heracles Almelo | Eredivisie  | 26         | 6          | 3     | 0     | —              | —              | 29     | 6      |
| 2020/21     | PSV               | Eredivisie  | 19         | 2          | 2     | 0     | 7              | 1              | 28     | 3      |
| 2021/22     | PSV               | Eredivisie  | 27         | 2          | 2     | 0     | 11             | 0              | 40     | 2      |
| 2022/23     | PSV               | Eredivisie  | 6          | 0          | 2     | 0     | 3              | 0              | 11     | 0      |
| 2023/24     | PSV               | Eredivisie  | 16         | 1          | 2     | 0     | 3              | 0              | 21     | 1      |
| 2024/25     | PSV               | Eredivisie  | 25         | 0          | 3     | 0     | 10             | 0              | 38     | 0      |
| Club Totaal | Club Totaal       | Club Totaal | 112        | 6          | 15    | 1     | 35             | 1              | 162    | 8      |
| Totaal      | Totaal            | Totaal      | 138        | 12         | 18    | 1     | 35             | 1              | 191    | 14     |

Bijgewerkt op 20 mei 2025.

## Interlandcarrière
Mauro Júnior debuteerde in november 2014 in Brazilië –17. Hiermee won hij in 2015 het Zuid-Amerikaans kampioenschap voetbal –17. Mauro Júnior maakte in 2018 zijn debuut in Brazilië –20.

## Erelijst
| Eredivisie           | 3x | 2017/18, 2023/24, 2024/25 |
| KNVB beker           | 2x | 2021/22, 2022/23          |
| Johan Cruijff Schaal | 3x | 2021, 2022, 2023          |